# Davit Mudzjiri
Davit Mudzjiri (georgiska: დავით დავითის ძე მუჯირი, Davit Davitis dze Mudzjiri) född 2 januari 1978 i Tbilisi, är en georgisk före detta fotbollsspelare. Under år 2011 spelade han för japanska Sanfrecce Hiroshima där han gjorde sin debut den 5 mars 2011. År 2012 bytte han till den georgiska klubben FK Zestaponi.
Mudzjiri har, utöver klubblagsspel, även spelat för Georgiens herrlandslag i fotboll. Mellan år 1998 och 2008 har han gjort 26 landskamper.